# Корюківська трагедія

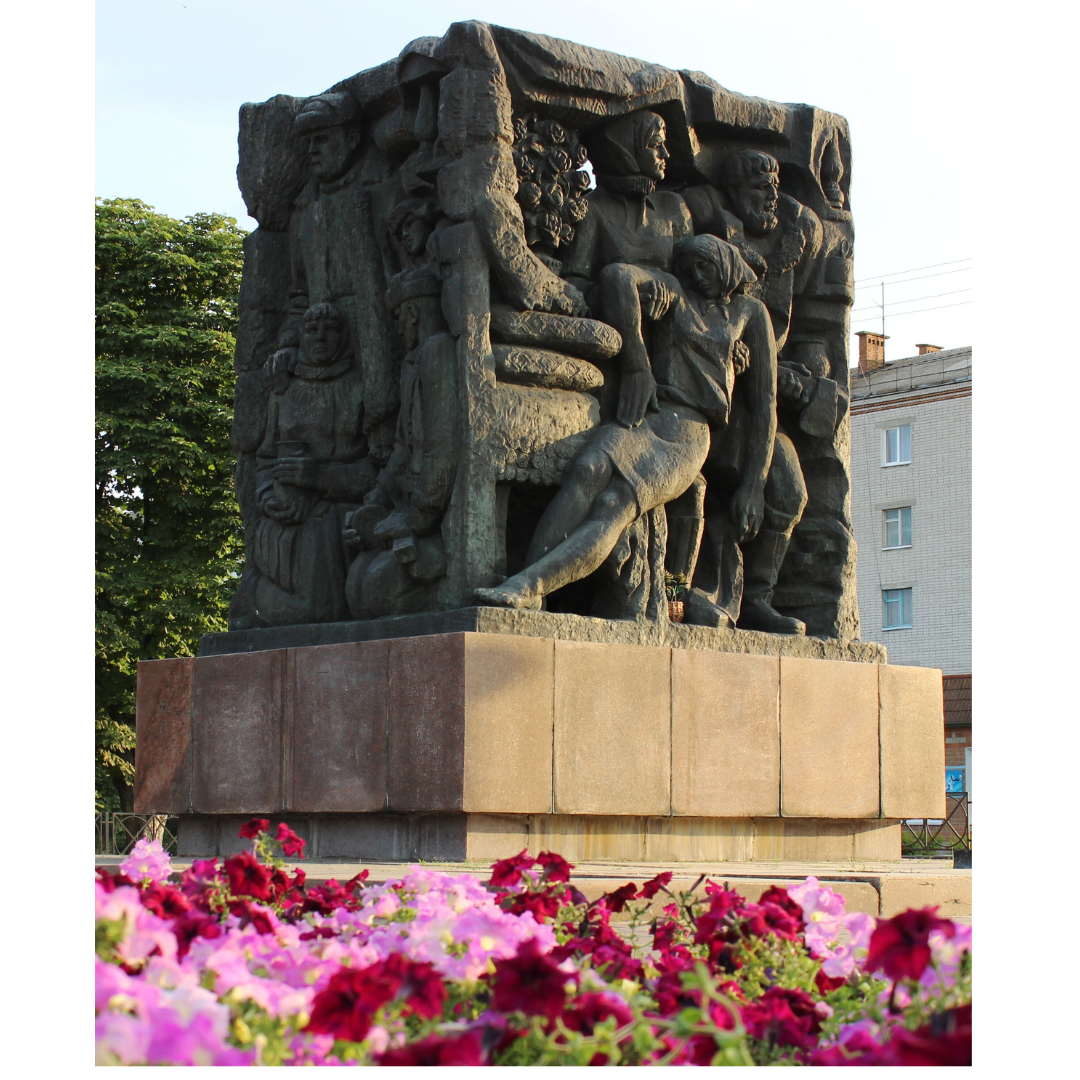
Меморіал жертвам Корюківської трагедії 1943 року

Корюківська різанина — масове вбивство 6700 мешканців селища Корюківка (нині місто в Чернігівській області України), здійснене 1-2 березня 1943 року загонами угорської військової жандармерії в ході Другої світової війни.
Масштаби трагедії — виняткові серед населених пунктів України, СРСР та Європи. Корюківські вбивства за кількістю жертв майже у 45 разів перевищують білоруську Хатинь, у 41 — чеське Лідице, у 12 — французький Орадур.
Масове вбивство мирних мешканців було каральною операцією угорських підрозділів у відповідь на дії радянських партизанів, очолюваних офіцером НКВС СРСР Олексієм Федоровим. Особливого трагізму цій події додає той факт, що партизанська група військ О. Федорова переважала карателів за кількістю вояків майже у 10 разів, але партизани нічого не зробили для порятунку мешканців Корюківки.

## Попередні події
Під час німецької присутності ліси біля села Корюківка були центром радянського партизанського руху у Чернігівській області. Дітей та дружину Феодосія Ступака — одного з командирів диверсійного підрозділу, голови місцевого колгоспу — було ув'язнено в корюківській в'язниці. 26 лютого 1943 року дружину Ф.Ступака було вбито.
У ніч на 27 лютого загони партизанської групи військ офіцера НКВС СРСР Олексія Федорова напали на місцевий гарнізон, що складався в основному з угорських військових. Під час операції було вбито 78 солдатів і вісім захоплено в полон. Діти командира Ф. Ступака та кілька людей були визволені з в'язниці, деякі будівлі підірвані. Сам Ф. Ступак загинув.
Наступного дня після атаки диверсантів виїзд із села був уже перекритий. Проте принаймні одній жінці з трьома дітьми вдалося втекти з Корюківки в цей день.

## Масове вбивство
Вранці 1 березня 1943 року до Корюківки прибув підрозділ угорської жандармерії (105-ї легкої дивізії генерал-лейтенанта Золтана Йогана Алдя-Папа). Спочатку угорці намагалися зігнати всіх мешканців у центр села. Коли деякі мешканці, передбачаючи майбутнє вбивство, спробували втекти, кати почали входити в усі будинки та розстрілювати їх мешканців. Ті, хто був зігнаний у центрі, були розстріляні у великих будівлях села — ресторані та театрі. В ресторані було вбито близько 500 осіб. П'ятьом вдалося вижити. Був виданий наказ убити всіх мешканців Корюківки, які втекли в сусідні населені пункти.
За даними судово-медичної експертизи, проведеної після війни, смерть заподіювалася шляхом розстрілу з автоматів та станкових кулеметів, ударів тупими предметами і спалювання заживо.
2 березня забиті трупами будинки (тільки в ресторані понад 500 тіл) почали підпалювати, але вбивства тривали. Карателі прочісували село, хапали людей і живцем кидали в палаючі хати. Віра Сильченко, яка сховалася в копиці сіна, бачила, як нелюди кинули у вогонь її матір, сестру й невістку. Одночасно великі групи людей убивали з кулеметів на подвір'ї церкви, на колгоспному дворі, у свинарнику. До кінця дня 2 березня Корюківка майже повністю згоріла.
У Корюківці було спалено майже все, збереглися тільки десять цегляних будинків та одна церква. Мешканців сусідніх населених пунктів залякували, щоб вони не надавали допомогу корюківцям..
Уцілілі корюківці сховалися або втекли до лісу; частина з них через кілька днів повернулися, здебільшого люди похилого віку.
9 березня угорці повернулися до Корюківки та спалили їх заживо.
В результаті каральної акції у Корюківці було знищено близько 7 тисяч мирних мешканців, спалено 1290 будівель. 5612 жертв масового вбивства залишаються невпізнаними. Корюківка була практично повністю спалена, населення, яке тут проживало, винищено.

## Виконавці
За радянськими документами, а саме за актом Чернігівської обласної комісії зі встановлення і розслідування злочинів угорських загарбників у Корюківці (від 17 грудня 1943 р.), масове вбивство було скоєне солдатами 105-ї легкої дивізії генерал-лейтенанта Золтана Йогана Алдя-Папа і російським підрозділом шуцманшафту. Кількість виконавців цього військового злочину становить 300—500 осіб..
Керівництво Українського інституту національної пам'яті зробило запит щодо відомостей про безпосередніх винуватців Корюківської трагедії до архіву Федеральної служби безпеки Росії. В офіційному листі ФСБ Росії зазначається, що масові розстріли мирного населення, знищення населених пунктів Чернігівщини та інші військові злочини на території області з жовтня 1942 до вересня 1943 року здійснювали військовослужбовці угорської 105-ї легкої дивізії зі складу Східної окупаційної групи військ за вказівками командувача групою генерал-лейтенанта Алдя-Папа Золтана Йогана, 1895 року народження, уродженця Будапешту. Загалом на Чернігівщині угорські частини взяли участь у знищенні до 60 тисяч мирних мешканців. Наказ про виконання каральної акції віддав начальник штабу 399-ї головної польової комендатури Байєр Бруно Франц, 1888 року народження, родом із німецького міста Касселя.
На цей час замовчується участь у цій каральній операції 399-ї польової жандармерії, яка теж брала в ній безпосередню участь. Достеменно відомо, що ця частина під час трагедії стояла в містечку Корюківка.
Причина замовчування — в тому, що 399-та польова жандармерія складалася переважно з росіян. У них була уніформа, яка нагадувала одяг донських козаків. Про це згадується, зокрема, в мемуарах М. М. Попудренка, сучасника тих подій, одного з організаторів радянського партизанського руху на території України, командира Чернігівського обласного партизанського загону[уточнити].

## Бездіяльність партизан
Чернігівські історики С. Павленко і С. Бутко вважають, що партизани могли врятувати бодай частину мешканців Корюківки від загибелі, однак зумисне не зробили цього.
Відповідно до офіційних даних, на початку 1943 року з'єднання першого секретаря Чернігівського обкому КП(б)У О. Федорова налічувало 12 загонів загальною чисельністю 5,5 тисяч бійців; більшість із них базувалася неподалік Корюківки, у сусідніх селах. За підрахунками істориків, кількість карателів, відряджених на «акцію відплати», становила приблизно 300—500 осіб[уточнити].
«Не було команди. Ми тільки спостерігали», — зізнався по війні один із партизанів загону Федорова.
Численні накази вищого військового керівництва орієнтували партизан на скоєння диверсій і знищення живої сили ворога, проте немає жодного документа, де вказувалося б на необхідність захищати мирне населення. Можна лише здогадуватися, що, провокуючи гітлерівців на масові розправи, диверсанти насправді виконували директиву Москви: «Піднімати український народ на боротьбу проти окупантів».
На думку чернігівського історика Сергія Бутка: «Жодна каральна операція гітлерівців не переривалася сталінськими загонами партизанів, бо було вигідно, щоб відбувалося якнайбільше звірств із боку німецької адміністрації. Всі знали, що німецькі окупанти за кожного вбитого солдата розстрілюють до 100 осіб, і цього наказу вони невідступно дотримувалися. А підпільники та партизани, вбивши німця, навіть не прикопували трупа. Таке часто траплялося просто в населених пунктах, після чого гітлерівці відразу розстрілювали мирних людей, село спалювали. Населенню України потрібно було довести, що Голодомор 1932—1933 років, розстріли 1930-х — це так собі, а німецький режим набагато жахливіший».
Гітлер, зі свого боку, вважав, що партизанська війна дає змогу виявляти «небажані елементи», які слід знищити. Відповідно до планів рейхсфюрера СС Гіммлера, кількість слов'янського населення мала зменшитися до 30 мільйонів.

## Пам'ять
Символом військових злочинів нацистів на території СРСР радянська пропаганда зробила білоруську Хатинь, де загинуло 149 мешканців (за сучасними німецькими даними — 152). Знищення ж близько 7000 українців у Корюківці на Чернігівщині з деяких ідеологічних причин фактично приховувалося.
Журналіст Юрій Поташній висунув гіпотезу, що радянські ідеологи підняли на щит Хатинь, щоби бодай якось замаскувати свій страшний злочин під селом Катинь на Смоленщині зі співзвучною назвою. Навесні 1940 року в СРСР стратили близько 22 тисяч польських військовополонених, кілька тисяч із них було вбито у катинських лісах. Нині ці події відомі як Катинський розстріл.
Згодом, вже Герой Радянського Союзу, генерал-майор НКВС, Олексій Федоров, напише у передмові до повісті Б. Наріжного «Горобинова заграва» таке:

Глибоко переконаний, що подібні розповіді особливо потрібні нашій молоді. Нашим синам і онукам… Вони повинні знати, якою ціною вибороли попередні покоління право вільно жити на нашій землі. Знати і берегти ті завоювання.

Олексій Федоров мав на увазі ту операцію партизан із визволення дітей Ф. Ступака. Але жодного слова про трагедію з 7 тисячами смертей — ніби її й не було. В мемуарах командира знаходимо лише таку згадку про тогочасні події:

«Найцікавішим і найвдалішим був наліт на корюківський гарнізон».

Ще один партизанський ватажок у своєму щоденнику відмічає, що в ніч на 27 лютого партизани успішно розгромили німецько-угорський гарнізон, але жодним словом не згадує масове вбивство цивільного населення Корюківки. (Дані щоденника були цензуровані радянською владою, тож інформація є не достовірною).
Знищення за два дні (1-2 березня 1943 р.) німецькими загарбниками та їхніми союзниками понад 6700 мирних мешканців села Корюківка на Нюрнберзькому процесі названо наймасштабнішою трагедією у Другій світовій війні. Однак ця подія — величезна рідкість у працях про війну. Згадок про це не знайти в підручниках.
У 1977 році, за часів СРСР, у місті Корюківка було встановлено меморіальний пам'ятник із граніту з офіційною назвою «на честь героїчного опору населення німецько-фашистським загарбникам». Отже, трагедію Корюківки продовжували замовчувати. Автором меморіалу є відомий український скульптор Інна Коломієць. Перед пам'ятником влаштували «вічний вогонь».
Нині, у незалежній Україні, у місті Корюківка пам'ять про загиблих під час трагедії 1943 року вшановують перед цим же пам'ятником. На ньому зображені постраждалі мирні мешканці: жінки, діти, старі люди. У Корюківці встановилася традиція покладання квітів до меморіалу молодятами.
Про зведення Музейно-меморіального комплексу всеукраїнського значення в Корюківці вперше серйозно заговорили у 2011 році. Реалізація масштабного проекту в урочищі Гай вартістю понад 40 мільйонів гривень стартувала у 2012—2013 рр. На початковій стадії за виділені два мільйони тут урочисто перепоховали 266 жертв трагедії, на братських могилах поставили три хрести, силами меценатів звели капличку — і на цьому роботи «заморозили».
2 березня 2013 виповнилося 70 років з дати трагедії. Указом Президента України № 925/2011 було передбачено заходи для вшанування пам'яті жертв цього військового злочину.
У 2013 Василь Устименко видав історичне науково-документальне дослідження «У кожного своя правда. Істина одна: Корюківка: Довічний біль» у київському видавництві «Україна» обсягом 440 сторінок і тиражем 500 примірників. В основу видання покладені архівні матеріали і розповіді очевидців подій Корюківської трагедії березня 1943 року. Це історичне дослідження спрямоване на правдиві відповіді на запитання: чому сталася трагедія і чи можливо було упередити таку кількість закатованих. Назву книги автору підказав український поет, голова Українського фонду культури, Борис Олійник. Побачене й почуте автором у шестирічному віці про трагедію Корюківки у перші березневі дні 1943 року закарбувалося у його пам'яті на все життя. Книгу видано за кошти автора, а також за підтримки В. А. Майка.
У 2018 році на державному рівні в Україні відзначається 75 років з часу Корюківської трагедії (01-02.03.1943, день пам'яті — 01.03.2018).
Зусиллями науковців УІНП, Чернігівської ОДА, Корюківської районної держадміністрації, доброчинних людей побачили світ науково-документальне видання «Корюківка, 1943: злочин проти людяності» (Чернігів, 2010 р.); «Мартиролог встановлених прізвищ жертв Корюківської трагедії 1943 року» (Чернігів, 2011);  Довідник збірник "Актуальні проблеми партизансько-підпільного руху в Україні в роки Великої Вітчизняної війни: Матеріали Міжнародної наукової конференції, м. Корюківка, 14 грудня 2011 р.  Чернігів, 2012; «Спалені села України (1941—1944 рр.). Анотований покажчик» (К., 2012, у виданні йдеться про близько 670 знищених селищ, подано довідки про  544 з них); «Спалені села Чернігівщини. Збірник документів і матеріалів» (Чернігів, 2012); «Війна. Окупація. Пам'ять: Примусові робітники з України в окупованій Європі. Матеріали Всеукраїнської наукової конференції, 27 вересня 2012 р.» (К., 2012).

## Галерея

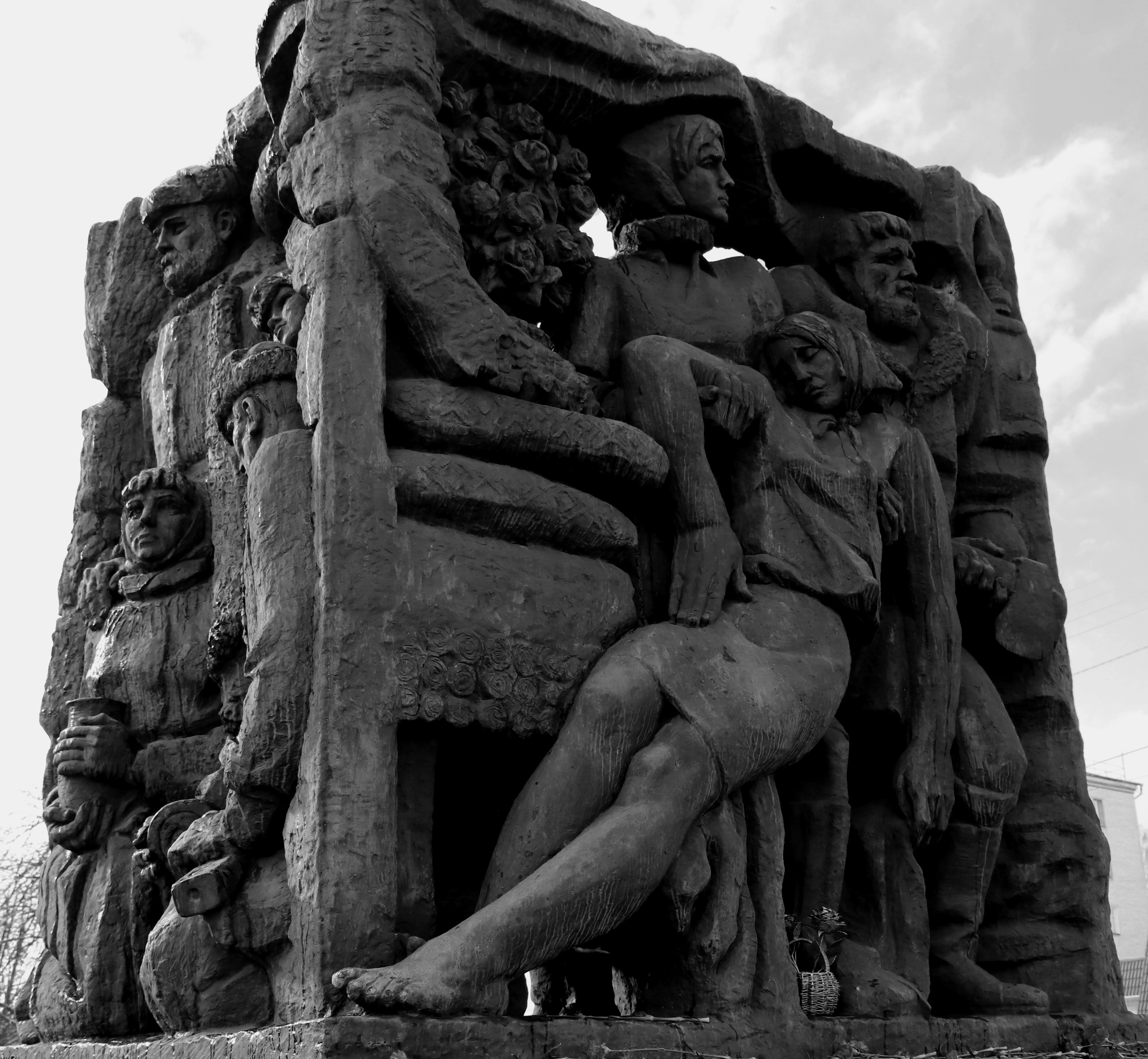
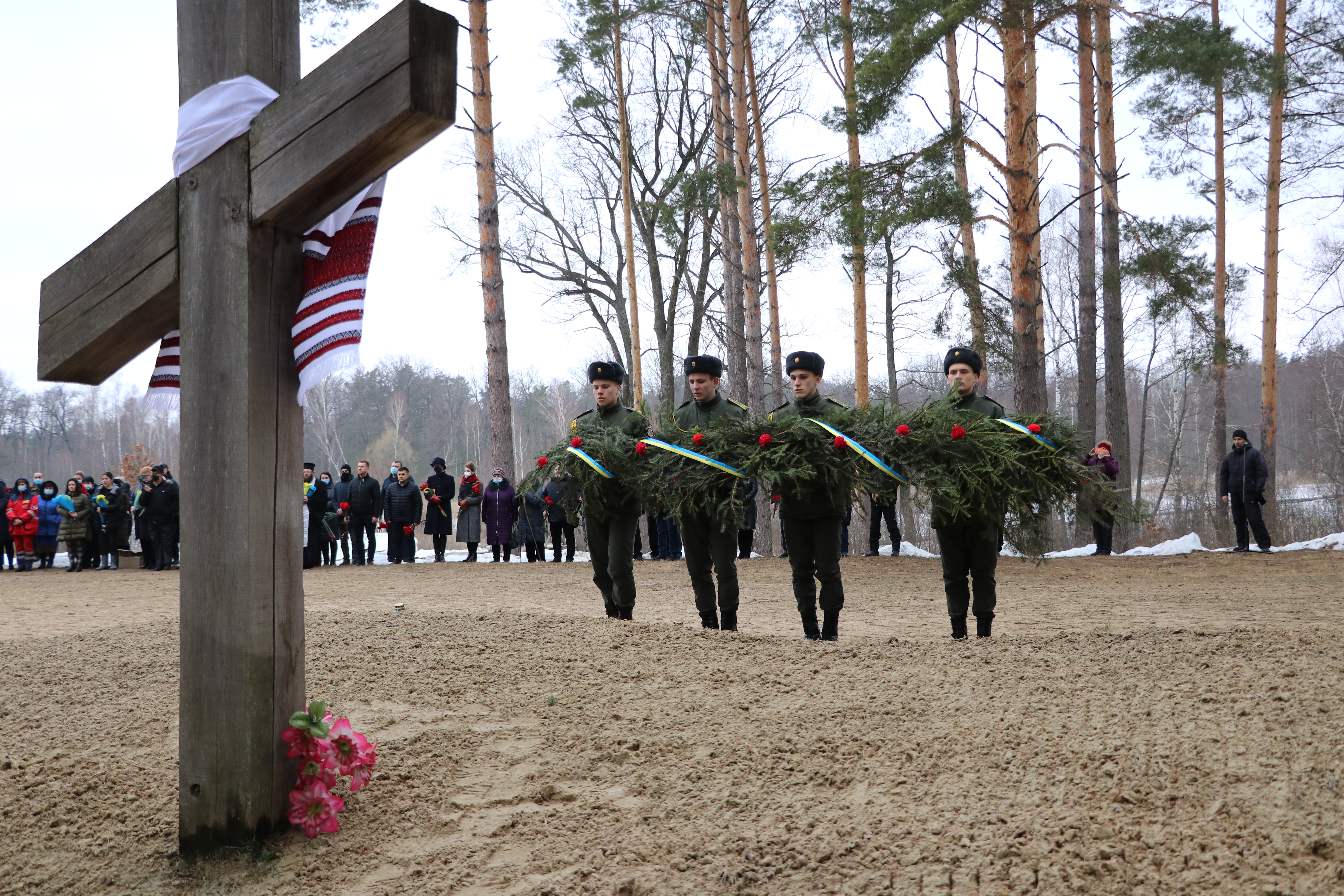
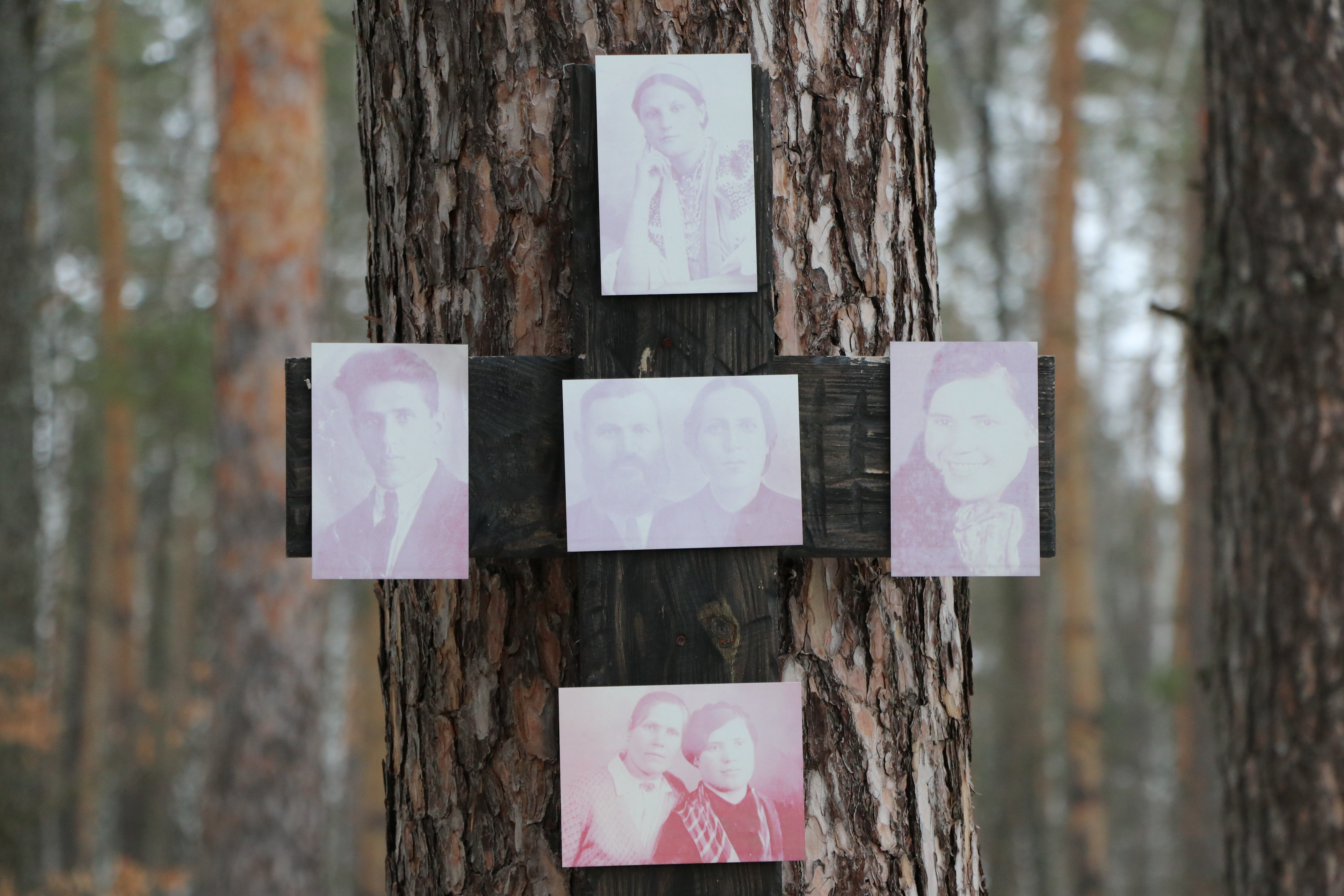
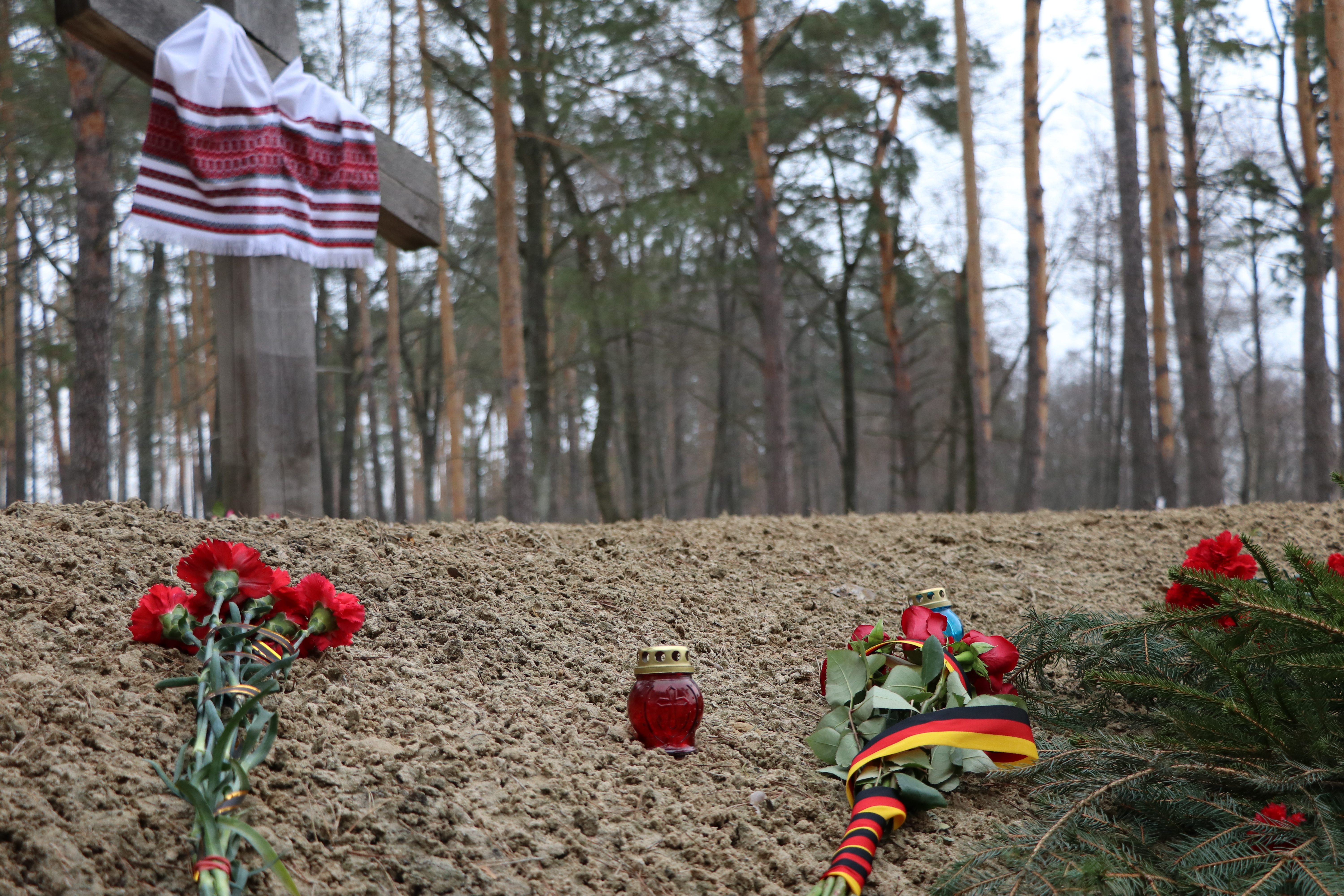
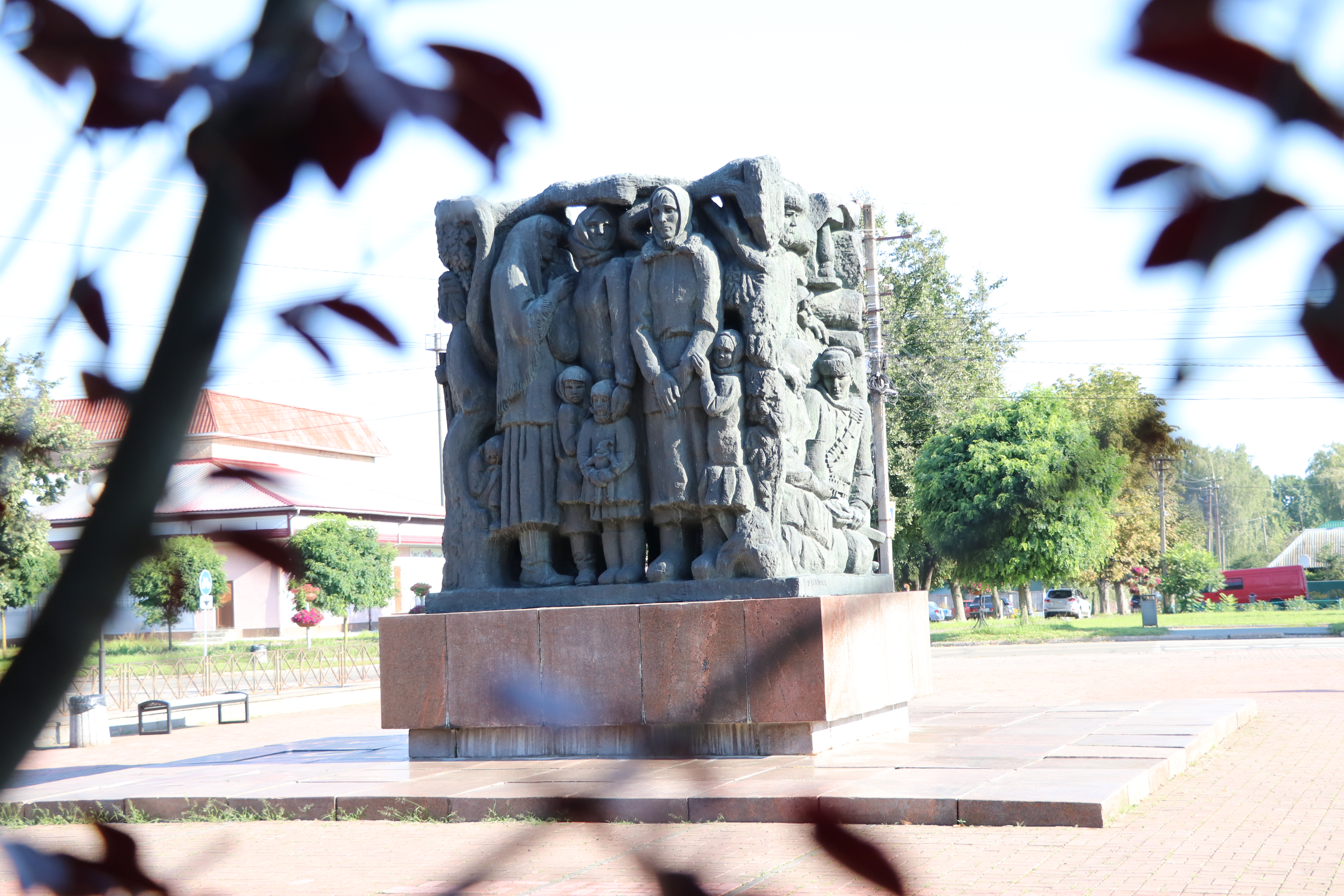